# فرانچسکو ریفولو
فرانچسکو ریفولو (انگلیسی: Francesco Riefolo؛ زادهٔ ۲۰ مارس ۱۹۴۱) بازیکن فوتبال اهل ایتالیا است.
از باشگاه‌هایی که در آن بازی کرده‌است می‌توان به باشگاه فوتبال اینتر میلان اشاره کرد.